# Kloster Hradisko

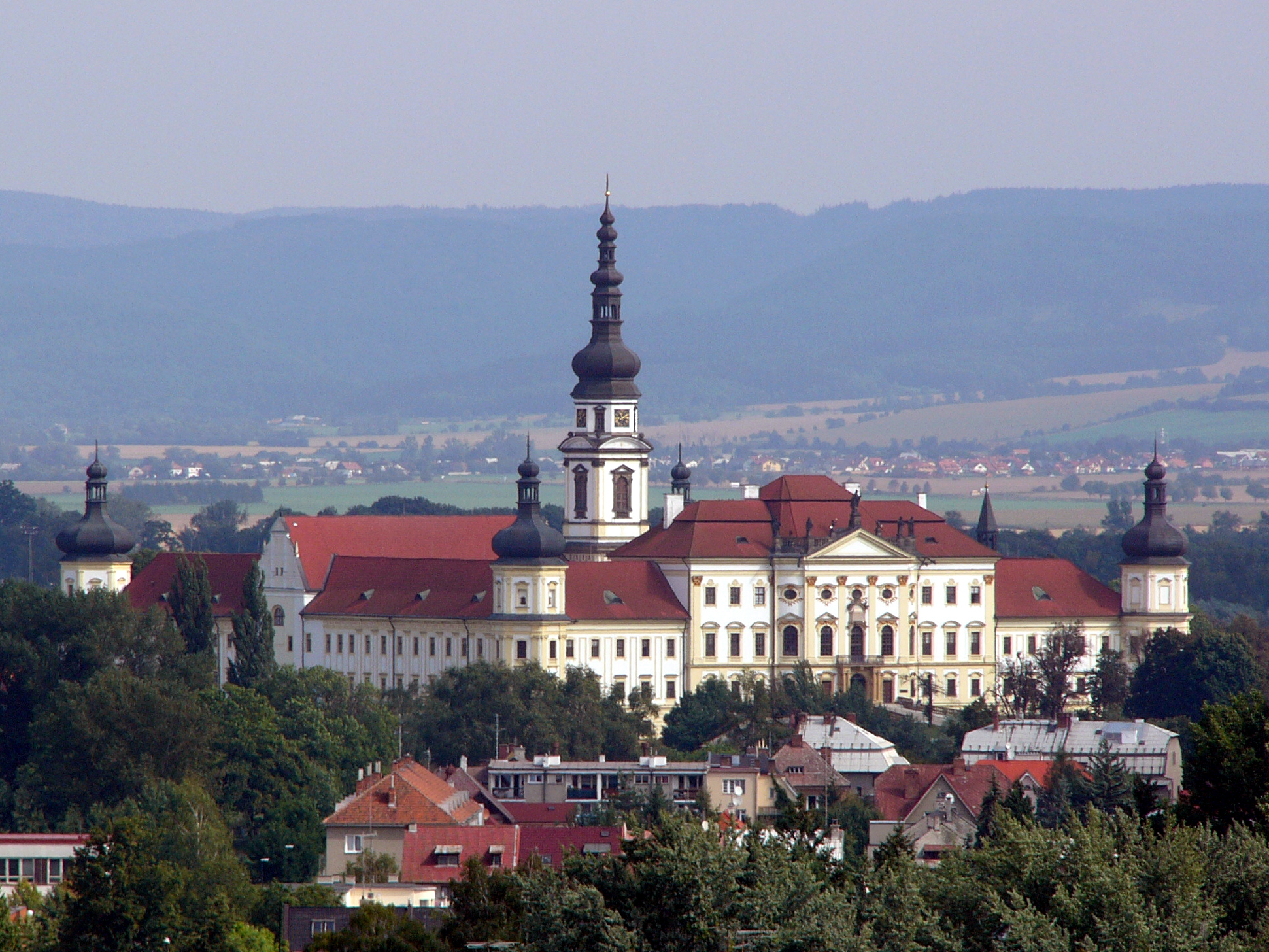
Das Kloster Hradisko

Das Kloster Hradisko (lateinisch: Monasterium Gradicium; deutsch: Kloster Hradisch; tschechisch: Klášterní Hradisko; umgangssprachlich auch: Moravský Escorial) ist ein ehemaliges Kloster, das zunächst als Benediktinerabtei und später als Prämonstratenserabtei bestand. Es liegt am nördlichen Stadtrand von Olmütz auf einer kleinen Anhöhe in der Nähe der March (Morava).

## Geschichte

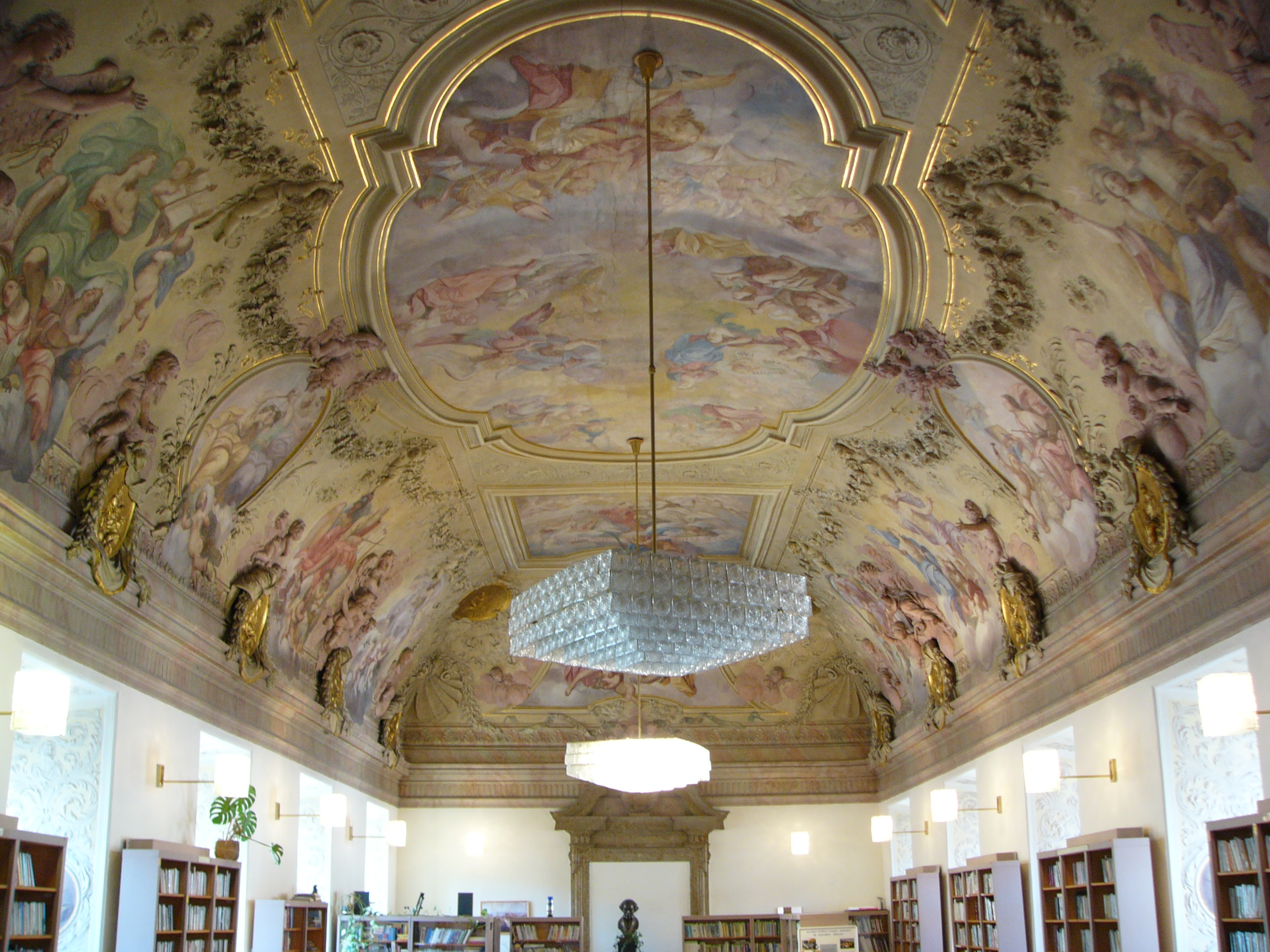
Stuckaturen in der Klosterbibliothek von Baldassare Fontana

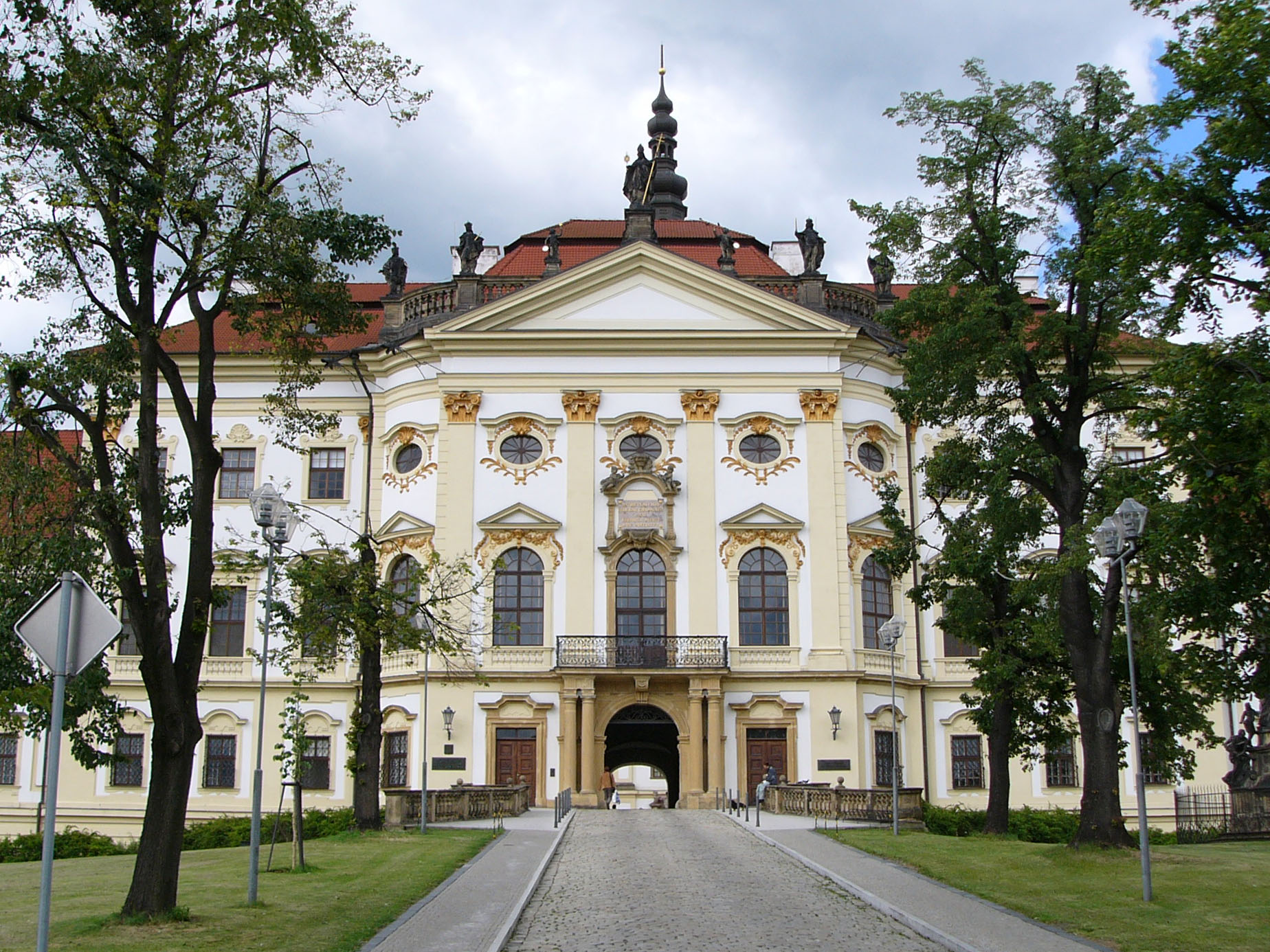
Portal

An der Stelle des Klosters stand ursprünglich eine ältere Přemyslidenburg (Hradiště), die seit 1061 Sitz des Olmützer Teilfürsten Otto I. des Schönen, eines Sohnes des Herzogs Břetislav I. war. 1078 übergaben Otto und seine Gemahlin Euphemia die Burg den Benediktinern aus der Abtei Břevnov und statteten das zu gründende Kloster mit reichen Stiftungen aus. Die Abteikirche wurde 1078 durch den Olmützer Bischof Johannes dem hl. Stephan geweiht und die Anlage deshalb 1087 als „Stephanskloster der Olmützer Vorstadt“ bezeichnet. 1151 wurde das Kloster von Bischof Heinrich Zdik dem Orden der Prämonstratenser zugewiesen und mit Chorherren aus Leitomischl besiedelt. Die Benediktinermönche mussten Hradisch verlassen und fanden Aufnahme im Kloster Opatowitz in Ostböhmen. Im Kloster Hradisch entstanden in der Folgezeit die Annales Gradicenses. Zur Abtei der Prämonstratenser gehörten zwölf Pfarreien sowie der Wallfahrtsort auf dem „Heiligen Berg“ mit einer Propstei.
Im Laufe der Jahrhunderte wurde die Abtei Hradisch mehrfach geplündert, verwüstet und zerstört: 1241 durch die Mongolen, 1429 durch die Hussiten, 1432 durch die Taboriten, 1642 im Dreißigjährigen Krieg durch die Schweden.
Die heutigen Bauten wurden 1661–1737 nach Plänen der Architekten Giovanni Pietro Tencalla und Domenico Martinelli im Barockstil errichtet. Sie gehören zu den architektonischen Glanzleistungen der damaligen Zeit.
Im Jahre 1706 vermachte Johann Wenzel Zeller von Rosenthal der Abtei testamentarisch seine Allodialherrschaft Hrochow-Teinitz mit dem angeschlossenen Gut Trojowitz. Im 18. Jahrhundert war das Kloster ein Zentrum des Jansenismus. Bei der Säkularisation 1783/84 lebten im Kloster noch 85 Prämonstratenser-Chorherren. Die Klostergebäude dienten bis 1790 als staatliches Generalseminar für Mähren. Ab 1802 wurde es als Militärspital genutzt. Heute beherbergt die frei zugängliche Anlage das Olmützer Militärkrankenhaus.

## Sehenswürdigkeiten
- Die Abteikirche wurde 1730 umfassend umgestaltet. Das Deckengemälde schuf Johann Christoph Handke.
- Die Prälatur wurde vermutlich nach Plänen von Domenico Martinelli errichtet und mit Skulpturen von Baldassare Fontana, Georg Anton Heintz und Josef Winterhalder dem Älteren geschmückt. Die Flurgemälde schuf Daniel Gran, das Fresko im Hauptsaal Paul Troger.

## Liste der Äbte von Kloster Hradisko
- Jan (1078–1081)
- Bermar (1081–1116)
- Paulinus (1116–1127)
- Deocarus (1138–1144)
- Jiřík (etwa 1149–1159)
- Blažej (genannt 1160)
- Michal (genannt 1174)
- Dětřich (1184–1189)
- Hilar (genannt 1200)
- Heřman (1201–1216)
- Bonifác (1221–1223)
- Petr (1225–1230)
- Řivín (genannt 1232)
- Gerlach (1233–1238)
- Bonifác (1238–1239)
- Robert (1240–1267)
- Budiš (1269–1290)
- Roman (1290–1300)
- Bohuslav (1310–1315)
- Jindřich (1315–1322)
- Tomáš (1322–1332)
- Frydrych (1332–1336)
- Augustin (1336–1350)
- Mikuláš Rús (~1453)